# Beaumetz-lès-Loges
Beaumetz-lès-Loges település Franciaországban, Pas-de-Calais megyében. Lakosainak száma 1000 fő (2022. január 1.). Beaumetz-lès-Loges Berneville, Monchiet, Rivière, Simencourt, Wailly és Basseux községekkel határos.

## Népesség
A település népességének változása:
| Lakosok száma | 961  | 982  | 1021 | 999  | 1000 | 1002 | 999  | 998  | 1000 |
|               | 2013 | 2015 | 2016 | 2017 | 2018 | 2019 | 2020 | 2021 | 2022 |